# Prudencio Torres
Prudencio Torres (San José del Morro, Virreinato del Río de la Plata, 1799 - Montevideo, julio de 1843) fue un militar argentino, de actuación en la guerra de independencia chilena, en la Guerra del Brasil y en las guerras civiles argentinas, tanto en el bando unitario como en el federal.

## Biografía
En su juventud fue peón de tropas de carretas, hasta que en enero de 1814 se enroló en el Regimiento de Granaderos a Caballo como soldado.
Cruzó a Chile con el Ejército de los Andes, en el batallón del coronel Mariano Necochea, y combatió en Chacabuco, Talcahuano, Cancha Rayada, Maipú, en la toma de Chillán – donde salvó la vida del general Zapiola – y Bío Bío.
Quedó en Chile mientras sus compañeros hacían la campaña del Perú, e hizo varias campañas contra los indios araucanos. De una corpulencia y fuerza poco comunes, fue incluido en la lista de oficiales por su valor en combate.
De regreso a la Argentina, hizo la segunda parte de la campaña de la Guerra del Brasil, peleando a órdenes del general José María Paz en la batalla de Padre Filiberto. Regresó a Buenos Aires después de la caída y ejecución del gobernador Manuel Dorrego, y marchó al interior con el general Paz. Combatió en las batallas de San Roque, La Tablada y Oncativo, y fue ascendido al grado de teniente coronel.
Participó en la invasión a la provincia de San Luis a órdenes del coronel Luis Videla. Cuando comenzó la campaña del ejército porteño y santafesino contra el general Paz, a principios de 1831, fue enviado como segundo del coronel Juan Pascual Pringles a Río Cuarto.
A principios de marzo de ese año se presentó frente a la villa el general Facundo Quiroga, recientemente partido desde Pergamino – y reforzado por fuerzas pasadas del ejército de Paz – y puso sitio a la villa. El coronel Juan Gualberto Echeverría dirigió la resistencia unos días, pero durante la misma tuvo un altercado con Torres. Éste se pasó al campamento de Quiroga y le informó de la débil situación de los sitiados. Con su colaboración, Quiroga logró tomar Río Cuarto el 8 de marzo, atacando desde todos los flancos y cerrando las calles, mientras Echevarría y Pringles escapaban.
Acompañó a Quiroga en su campaña a Cuyo y combatió como jefe de un ala de caballería en Río Quinto y en Rodeo de Chacón. En esta batalla logró que los soldados de la división del coronel Indalecio Chenaut – exsoldados federales al que este militar maltrataba por esa causa – se pasaran de bando en medio del combate. También dirigió una carga de sus tropas de caballería que decidió la batalla a favor de Quiroga.
Participó en la batalla de La Ciudadela y fue ascendido al grado de coronel.
Formó parte de la división al mando de José Ruiz Huidobro en la campaña al desierto de 1833, y luchó en la batalla de Las Acollaradas.
Poco después apoyó la revolución de Ruiz Huidobro en contra de los hermanos Reynafé, que gobernaban la provincia de Córdoba. Tras el fracaso de la misma, se vio obligado a retirarse a Buenos Aires, donde prestó servicios en la frontera.
El gobernador Juan Manuel de Rosas lo dio de baja del ejército en 1835, y se trasladó al Uruguay. Allí apoyó la revolución de Fructuoso Rivera contra el presidente Manuel Oribe, lo que le costó varios meses de prisión. Fue puesto en libertad tras el triunfo de Rivera, en 1838.
Participó en la campaña del general Juan Lavalle contra la provincia de Entre Ríos en 1839, y combatió en las batallas de Yeruá, Don Cristóbal y Sauce Grande. Durante la invasión del ejército unitario a Buenos Aires y Santa Fe permaneció en el ejército sin mando de tropas. Tras la batalla de Quebracho Herrado fue nuevamente puesto al mando de una división, con la que participó en la batalla de Famaillá; tras la derrota, emigró a Bolivia y desde allí a Chile.
A principios de 1843 regresó a Montevideo, donde participó de la defensa de la ciudad contra el sitio impuesto por las tropas de Oribe, siendo uno de los más destacados jefes de la caballería de la defensa en los primeros momentos del sitio. Falleció en combate contra las tropas de Oribe frente a las murallas de Montevideo, en julio de ese año.